# Iłowiec
Iłowiec [pronunciación en polaco: /iˈwɔvjɛt͡s/] es un pueblo ubicado en el distrito administrativo de Gmina Skierbieszów, dentro del Condado de Zamość, Voivodato de Lublin, en Polonia oriental. Se encuentra aproximadamente a 4 kilómetros al sureste de Skierbieszów, a 16 kilómetros al noreste de Zamość, y a 75 kilómetros al sureste de la capital regional Lublin.